# Gustav Strube
Gustav Strube (Ballenstedt, Alemania, 3 de marzo de 1867 - Baltimore, 2 de febrero de 1953) fue un compositor y director de orquesta alemán.
Estudió en el Conservatorio de Leipzig y fue durante muchos años profesor de violín del de Mannheim. En 1891 se traslada a los Estados Unidos y desde ese año hasta 1913 fue primer violín de l Orquesta Sinfónica de Boston, también fue profesor de teoría y composición del Conservatorio Peabody de Baltimore.
Dirigió la Orquesta Sinfónica de Boston y la Boston Pops y los festivales de música de Worcester.

## Trabajos seleccionados

### Óperas
- Ramona (1916)
- The Captive (1938)

### Música orquestal
- Lorelei, poema sinfónico para orquesta
- Una propuesta de Paz, para orquesta (1945)
- Puck, Obertura cómica para orquesta
- Simfonietta, (Pequeña sinfonia)
- Prólogo sinfónico, para orquesta sinfónica
- Sinfonia en si menor, para orquesta
- Noche de Walpurgis, Poema sinfónico para orquesta.

### Conciertos
- Concierto en fa menor para violín y orquesta, (1907)
- Concierto en si menor para violín y orquesta, (1927)
- Concierto para violín y orquesta, (1943)
- Elegia para violonchelo y orquesta, (1907)
- Romance, en Si bemoll para violín y orquesta (1903)

### Música de cámara
- Berceuse, para viola y piano (1908)
- Serenata, para cuarteto de cuerda (con doble bajo ad libitum) o orquesta de cuerda, Op.9 (1902)
- Concertino en re mayor, para violín y piano (1909)
- Legato, Tempo di Valse, para piano (1902)
- Mirages, 6 piezas para violín y piano (1914)
- Reverie, en la menor para violín y piano (1914)
- Sonata en mi menor, para violín y piano (1906)
- Sonata en mi menor, para violín y piano (1924)
- Sonata en mi menor, para viola y piano (1925)
- Sonatina, para viola y piano (1943)
- Ein Tanz, en re menor para violín y piano (1906)
- Trio, para violín, violonchelo y piano (1928)
- Dos imágenes, para violín y piano (1924)
- Vier kleine Stimmungsbilder, para violín y piano (1908)
1. Abendglocken (Sunset Chimes) 
2. Mondscheinzauber (Magic Moonlight)
3. Mondscheinzauber (Magic Moonlight)
4. Morgen (Morning)